# 28e régiment de chasseurs à cheval
le 28e régiment de chasseurs à cheval est une unité de cavalerie l’armée française créée en 1808 et dissoute en 1814.

## Création et différentes dénominations
- 7 janvier 1808 : décret de formation à partir du régiment des dragons de Toscane ; formation le 29 mai 1808.
- 1er juillet 1809 : devient 28e chasseurs à Perpignan.
- 1814 : L'ordonnance du 12 mai-8 juin 1814 sur l'organisation de la cavalerie française prononce la suppression des régiments de chasseurs à cheval numérotés de 16 à 31, et prescrit que leurs éléments seront distribués entre les quinze régiments conservés (numérotés de 1 à 15) « conformément à la répartition qui sera faite par le ministre de la guerre ». Le 28e régiment de chasseurs à cheval sera dissous peu de temps après l'abdication de Napoléon Ier.

## Chefs de corps
- 1809 : colonel Pierre-Victor Laroche
- 1813 : colonel Eleonore-Ambroise Courtier

Colonels tués ou blessés à la tête du 28e
- Colonel Courtier : blessé le 6 décembre 1813

Officiers tués et blessés durant leur service au 28e régiment de chasseurs à cheval entre 1808 et 1815
- Officiers tués : 5
- Officiers morts de leurs blessures : 4
- Officiers blessés : 17

## Historique des garnisons, campagnes et batailles

### Guerres napoléoniennes(1803-1815)
Espagne (1810-1812)
- 1810: Figuieres, 6 septembre 1810 combat de Fresno en Asturies avec le 120e régiment de ligne de la division BONET, une charge de 60 chasseurs du 28e empêchent la prise du pont de Penaflor
- 1811: Fuentes-d'Onoro
- 1812: Arapiles,

Campagne de Russie (1812)
- Smolensk
- Moskowa
- Wiasma
- Krasnoe
- Beresina
- Wilna
- Kowno (Kaunas)

Campagne d'Allemagne (1813)
- Koenigsberg
- Ebling
- Goerde
- Siège de Hambourg
- Willemsbourg

## Personnages célèbres ayant servi au28erégimentde chasseurs à cheval
Antoine Joseph Maurice d'André, (1788-1860) est un général et sénateur français.